# Jalan Baru (Curup)
Jalan Baru is een bestuurslaag in het regentschap Rejang Lebong van de provincie Bengkulu, Indonesië. Jalan Baru telt 4828 inwoners (volkstelling 2010).